# Ботакара (село)
Ботакара́ (каз. Ботақара) — село в Бухар-Жырауском районе Карагандинской области Казахстана, административный центр и единственный населённый пункт Ботакаринского сельского округа. 

## География
Населённый пункт расположен в центральной части Бухар-Жырауского района, на западном берегу одноимённого озера, в 10,5 километрах (по автодороге) к северо-западу от районного центра посёлка Ботакара, в 58 километрах к северо-востоку от областного центра города Караганда. Соседние сёла: Ботакара в 5 километрах к юго-востоку, Сарытобе в 6 километрах к юго-западу. Транспортное сообщение осуществляется автодорогой республиканского значения А-20 «Караганда—Аягоз—Тарбагатай—Бугаз». 

## Население
| Численность населения | Численность населения | Численность населения | Численность населения |
| 1989                  | 1999                  | 2009                  | 2021                  |
| --------------------- | --------------------- | --------------------- | --------------------- |
| 1243                  | ↘807                  | ↗890                  | ↗898                  |

национальный состав
Процентное соотношение численно-преобладающих национальностей села согласно переписи населения 1989 года:
| Национальность | Процентное соотношение |
| -------------- | ---------------------- |
| русские        | 41 %                   |
| казахи         | 21 %                   |
| другие         | 38 %                   |